# Trotocalpe albilunata
Trotocalpe albilunata là một loài bướm đêm trong họ Geometridae.